# إقرار ضريبي

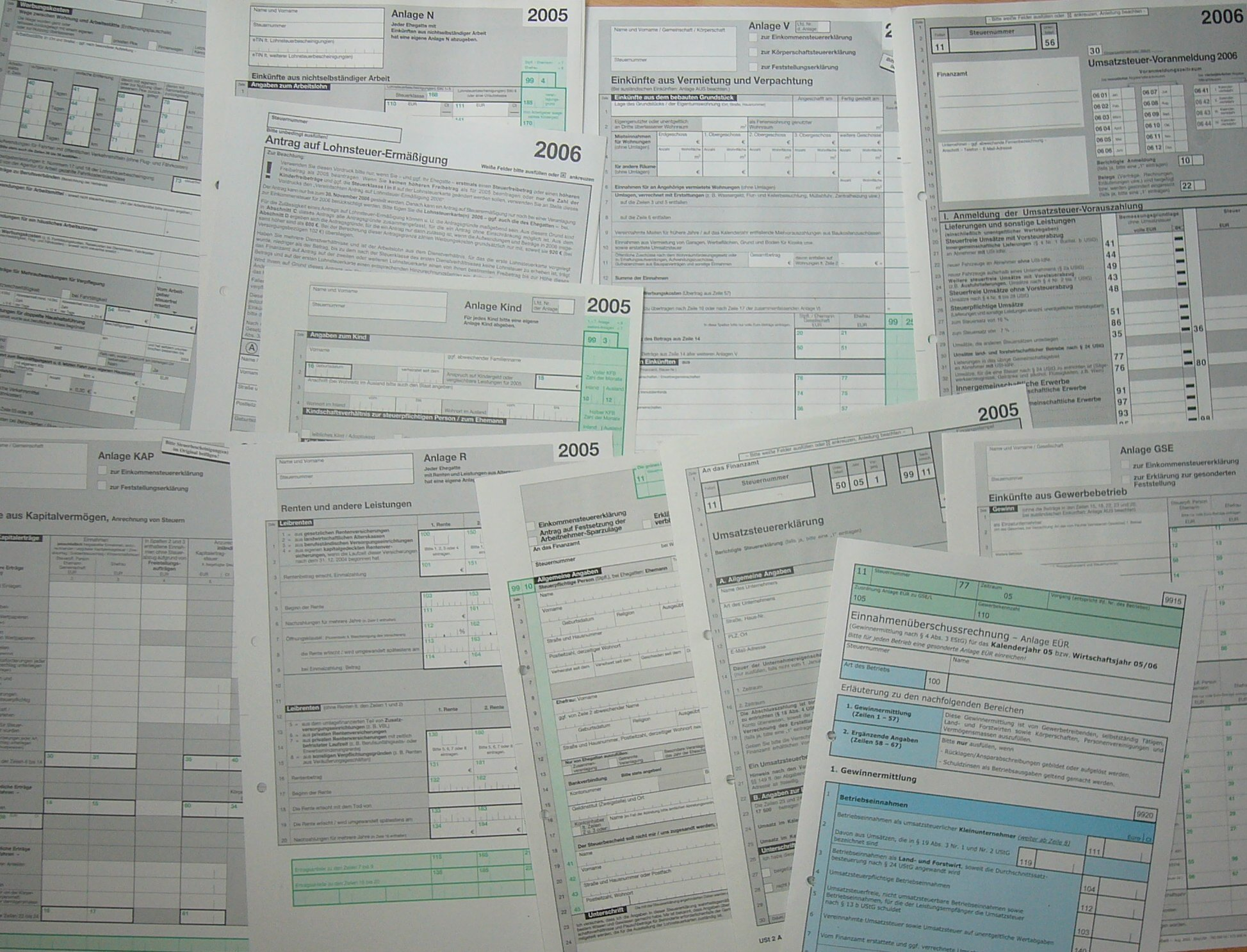
نماذج إقرار ضرائب ألمانية

الإقرار الضريبي هو نموذج يقدم فيه الشخص أو المنظمة حسابًا للدخل والظروف، ويستخدمه المسؤولون الضريبيون لتحديد الضرائب المترتبة. تعالج هيئات الضرائب في كل بلد إقرارات الضريبة مثل الهيئة العامة للضرائب والرسوم في سورية، هيئة الزكاة والضريبة والجمارك في السعودية، دائرة الإيرادات الداخلية في الولايات المتحدة، وإدارة الإيرادات والجمارك في المملكة المتحدة.

## الأسماء
ومن أسمائها: إقرار الضريبة أو الضرائب أو تصريح بالضريبة أو إقرار الدخول